# Guillaume Tell et le Clown
Guillaume Tell et le Clown és un curtmetratge mut amb trucs en blanc i negre francesa del 1898 dirigida per Georges Méliès, amb un pallasso que intenta treure fruita del cap d'un maniquí que cobra vida. La pel·lícula és "una farsa de tomb basada en retallades i la substitució oportuna de maniquís per cossos reals", amb, segons Michael Brooke de BFI Screenonline, "un nivell de violència a la pantalla que no s'havia vist anteriorment en una pel·lícula de Méliès supervivent" que marca, "un pont entre els efectes a l'escenari del famós Théâtre du Grand Guignol i innombrables erupcions posteriors de violència de pantalla còmica extrema com es veu en tot, des dels dibuixos animats de Tex Avery fins a les primeres pel·lícules de Sam Raimi."
Va ser estrenada per la Star Film Company de Méliès i té el número 159 dels seus catàlegs, on es va anunciar com a scène comico-fantastique.

## Sinopsi
Un pallasso construeix un maniquí de Guillem Tell dalt d'un pedestal i col·loca una peça de fruita al cap, amb la intenció de disparar-la amb la seva ballesta per practicar. Aleshores, el maniquí cobra vida com un Guillem Tell viu i llança la fruita al pallasso abans que pugui apuntar amb la seva ballesta. El pallasso treu i substitueix primer el braç del maniquí i després el seu cap, moment en el qual torna a la vida, trepitja el pallasso i s'escapa, amb el pallasso ara furiós perseguint-lo.

## Estat actual
Donada la seva antiguitat, aquest curtmetratge es pot descarregar gratuïtament des d'Internet, a IMDB.